# Rowley (hrabstwo Essex)
Rowley – jednostka osadnicza w Stanach Zjednoczonych, w stanie Massachusetts, w hrabstwie Essex.